# Серый человек (фольклор)

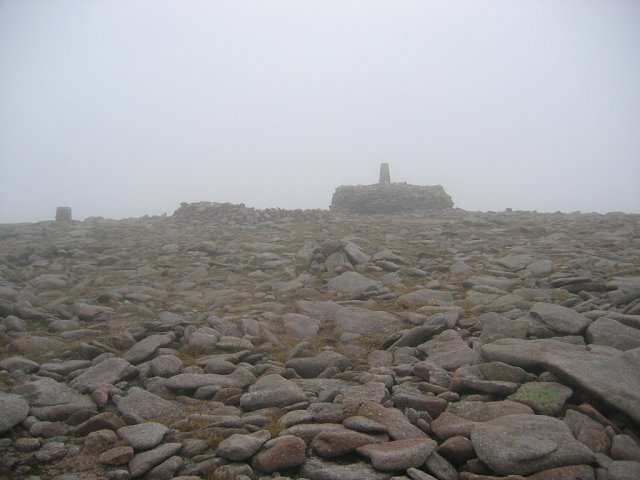
Вершина Бен-Макдуй

Серый человек (гэльск. Am Fear Liath Mòr) — загадочное существо из шотландского кельтского фольклора, в разных историях описываемое как чудовище-криптид или привидение, которое якобы часто появляется на вершинах местности и перевалах горы Бен-Макдуи, самой высокой горы в цепи Кайрнхормс и второй по высоте вершины Шотландии (и всех Британских островов). Это существо описывается как чрезвычайно высокая человекоподобная фигура, покрытая короткой серой шерстью, или же как невидимое существо, которое вызывает чувство ужаса у людей, поднимающихся на вершину. Никаких доказательств реальности этого существа нет, есть лишь несколько спорных сообщений о предполагаемых наблюдениях и несколько фотографий необычных следов. 
Традиционно «серый человек» рассматривался в шотландском фольклоре как сверхъестественное существо, но в XX веке появились попытки отождествить его с гималайским йети и североамериканским бигфутом. Шотландский «серый человек» также сравнивался с якобы существовавшими или существующими подобными существами в других странах Европы, иногда называемыми дикими людьми, сообщения о которых восходят к XIII веку и которые, как полагают некоторые криптозоологи, представляли или представляют собой реликтовых гоминидов.
В 1925 году известный альпинист Дж. Норман Колли рассказал о своей якобы имевшей место встрече с «серым человеком» рядом с вершиной Бен-Макдуй около 35 лет назад. «Я начал думать, что слышал что-то ещё, кроме просто шума своих шагов. Через каждые нескольких сделанных мной шагов я слышал хруст, а потом ещё хруст, как будто кто-то шёл за мной, но делал шаги в три-четыре раза большей длины, чем мои собственные». Колли не смог разглядеть источник шума из-за тумана; он продолжал: «… [пока] жуткий хруст — хруст — звучал у меня за спиной, я был охвачен ужасом и побежал, слепо блуждая среди валунов в течение четырёх или пяти миль». Другие альпинисты также сообщали о подобных встречах, многие говорили о неконтролируемом чувстве страха и паники, некоторые якобы видели огромную серую фигуру за собой, а другие только слышали звуки или даже просто поддавались необъяснимому чувству ужаса, когда находились в этом районе.
В книге Мэтта Лами «100 странных паранормальных явлений природы» Лами отмечает предполагаемые наблюдения в начале 1990-х годов, в которых три человека якобы увидели двуногое существо с жутким, нечеловеческим лицом в лесу возле Абердина. Несколько недель спустя, во время их перемещения через эту область ночью, существо якобы снова появилось и побежало рядом с их автомобилем на скорости 45 миль в час, по-видимому, пытаясь запрыгнуть в автомобиль.
Подобные сообщения о панических реакциях были зарегистрированы во многих якобы имевших место встречах с бигфутами в Северной Америке, и были выдвинуты объяснения этого, связанные с инфразвуком или феромонами. Криптозоолог Карл Шукер выразил убеждение, что существо является хранителем межпространственного портала, в своей книге 1997 года The Unexplained. Однако гораздо более правдоподобными объяснениями легенды о сером человеке могут быть галлюцинации и паника вследствие изоляции и потери сил при подъёме на вершину или оптическая иллюзия, аналогичая Брокенскому призраку. Названный оптический обман может произойти при определённых атмосферных условиях, когда солнце находится под определённым углом. Тени людей могут попасть на низкие облака, расположенные вокруг них, создавая иллюзию присутствия большого тёмного гуманоида. Эта теория используется наиболее часто для попытки рационального объяснения сообщённых наблюдений.